# Банин, Таль
Таль Банин (ивр. טל בנין‎; род. 7 марта 1971, Хайфа) — израильский футболист, игравший на позиции опорного полузащитника, по завершении карьеры — тренер. Многолетний капитан сборной Израиля.

## Биография
Таль Банин родился 7 марта 1971 года в Кирьят-Хаиме.
Играл за молодёжную команду «Хапоэль» Хайфа. Он дебютировал за основной состав в 17 лет. В период с 1987 по 1989 год Банин сыграл в общей сложности 44 матча и забил семь голов. Когда Банину было 19, он подписал контракт с главным соперником «Хапоэля» клубом «Маккаби».
За свою карьеру Банин сыграл 80 матчей и забил 12 голов в составе сборной Израиля. Он дебютировал 16 мая 1990 года против СССР и забил гол, приведя Израиль к победе со счетом 3:2 на стадионе «Рамат-Ган».
Он был капитаном сборной страны с 1997 по 2003 год. Банин считается одним из лучших опорных полузащитников в истории израильского футбола.
С 2008 года Таль Банин находится на тренерской работе.

## Достижения
- Чемпион Израиля (3): 1988/89, 1990/91, 2002/03
- Обладатель Кубка Израиля (3): 1991, 2001, 2002